# مسیه ۸۶
مسیه ۸۶(به انگلیسی: Messier 86) (یا M86 یا NGC 4406) یک کهکشان در صورت فلکی دوشیزه (صورت فلکی)*. توسط شارل مسیه و در سال ۱۷۸۱ کشف شد.